# Fläming-Kaserne
Die Fläming-Kaserne ist eine Kaserne der Bundeswehr in Brück in Brandenburg. In der Liegenschaft ist die Kommandantur des Truppenübungsplatzes Lehnin stationiert. Sie dient außerdem als Unterkunft für übende Truppe. Das Truppenlager bietet Platz für 600 Soldaten.

## Lage
Die Kaserne liegt im Landkreis Potsdam-Mittelmark nordöstlich von Brück an der Bundesstraße 246 und am Südrand des Truppenübungsplatzes Lehnin.

## Benennung
Benannt ist die Kaserne nach dem Höhenzug Fläming im südwestlichen Brandenburg.

## Geschichte
1961 wurde die heutige Fläming-Kaserne gebaut. 1967 erfolgte ihr Umbau und die Nutzung durch die Unteroffizierschule der Luftwaffe der Nationalen Volksarmee (später Verlegung nach Bad Düben). 1980 zog das Fla-Raketen-Regiments 1 in die Kaserne ein, die der 1. Mot.-Schützendivision unterstellt war. Die Bundeswehr übernahm die Liegenschaft 1990. Von 1991 bis 2003 war das Panzerbataillon 423 ein Hauptnutzer der Kaserne. 2004 zieht die Truppenübungsplatzkommandantur von Lehnin in die Fläming-Kaserne.

## Dienststellen
Folgende Dienststellen (Auswahl) sind bzw. waren in der Kaserne stationiert:
aktuell:
- Truppenübungsplatzkommandantur Lehnin
- Bundeswehrfeuerwehr Lehnin
- Schießplatzaufbau Lehnin
- Regionale Koordinierungsstelle Ost regionaler Schirrmeister/Lehnin
- Regionaler Planungs- und Unterstützungstrupp Schönewalde
- Sanitätsunterstützungszentrum Berlin Teileinheiten Brück Sanitätsbereich Übende Truppe Lehnin

ehemalig Bundeswehr:
- Panzerbataillon 423 (Aufstellung 1. März 1991; Auflösung 31. März 2003)
- Panzerbataillon 424 (nicht aktiv) (Aufstellung 1. März 1991; Auflösung 31. März 2003)
- Pionierbrückenbataillon 704 (Geräteeinheit) (Aufstellung 1. Oktober 1999; 2002 Umbenennung in schweres Pionierbataillon 704)
- schweres Pionierbataillon 704 (Geräteeinheit) (Auflösung 2006)
- Panzeraufklärungskompanie 410 (Aufstellung 1. April 1994; Auflösung 31. März 1997)
- Panzeraufklärungskompanie 420

ehemalig Nationale Volksarmee:
- Fla-Raketenregiment 1 „Anton Fischer“ (Traditionsname seit 22. Februar 1976; ab 1. November 1980 in Brück; Auflösung 30. Juni 1991)[2]